# 大井川鉄道cワフ0形貨車
大井川鉄道cワフ0形貨車（おおいがわてつどうcワフ0がたかしゃ）は、大井川鐵道が所有する有蓋緩急車。

## 概要
1953年（昭和28年）12月にcワフ1 - 4の4両が、日本車輌製造で製造された。
車体は半鋼製で自重5.0 t、荷重は4.5 tである。
この貨車の一番の特徴は井川線用と大井川本線用の連結器を双方備えていることで、両妻面それぞれに連結器が上下に並んで2つ装備されている（ただし、上下にお互い干渉するため、井川線用連結器は向かって右、一般1,067 mm軌間用連結器は向かって左に斜め横を向いており、使用する方の連結器を正面に向けピンで固定する双頭連結器となっている）。これは、連結器の中心線が、大井川本線ではJRと同じくレール面から880 mmとなっているのに対し、井川線の規格ではレール面から640 mmとなっていて連結器高さと連結器自体の大きさが異なることから、同じ1,067 mm軌間でありながら車両の規格が異なる井川線車両が大井川本線に乗り入れる際の連結器変換アダプター（控車）の役割を当貨車が兼ね備えているためである。井川線において、アプト式区間通過対策として井川方に連結した制御車から千頭方に連結した機関車を制御するための引き通し線を持っているのは、他の井川線用貨車と同様。
また、本形式はこの連結器取り付け、特に上段の並形自動連結器の緩衝器と復心装置を内蔵する必要があったことから、床の両端部が一段持ち上げられていること、それに車掌室の出入り口が片側面にしかなく、反対側は窓のみとなっていることも大きな特徴である。
貨物輸送が行われていた際には、材木等を積載したcトキ200形が本形式を介してE10形電気機関車やそれに続く本線用貨車に連結され、新金谷駅まで直通運転された。貨物輸送の終了後も、石炭ガラ輸送列車において同様の運行形態がとられている。この他にも大井川本線に直通する資材輸送やイベント開催時に井川線車両を新金谷駅に輸送する際などにも使用されている。

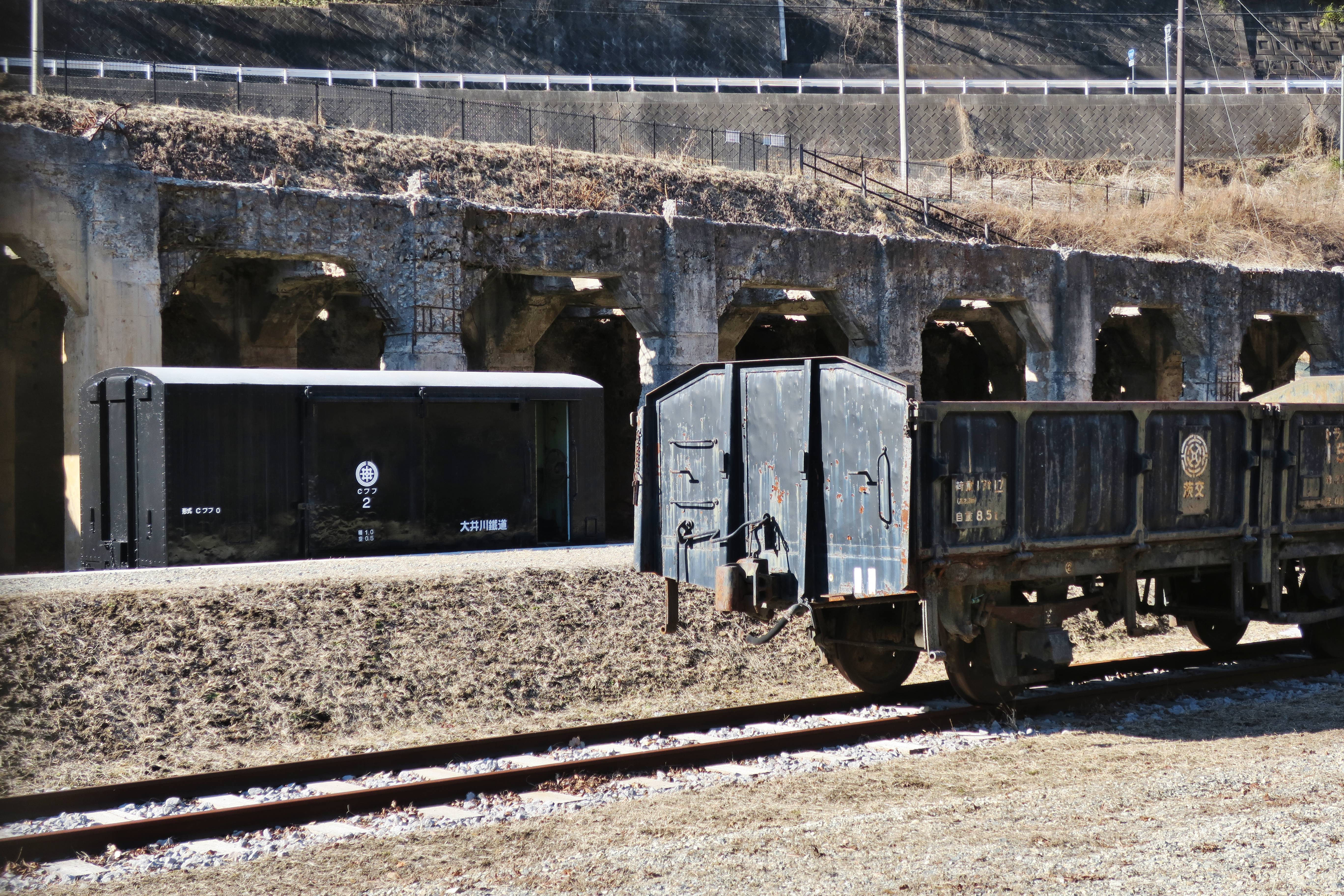
太子駅跡にて

なお、cワフ2・3は本線用の連結器を取り外され、長期間休車となり、2014年（平成26年）4月9日付で廃車となった。その後、2018年（平成30年）5月19日に、旧国鉄吾妻線太子支線の太子駅跡地で整備中の公園へ搬入された。

## 付記
貨車で形式が0から始まる車両は、他に例がないわけではないが、日本の鉄道においては珍しい。